# Bahnhof Frankfurt-Oberrad
Der Bahnhof Frankfurt-Oberrad lag im gleichnamigen Stadtteil von Frankfurt am Main.

## Geschichte
Errichtet wurde der Bahnhof als einzige Zwischenstation der Frankfurt-Offenbacher Lokalbahn 1848 zwischen deren Endpunkten Frankfurt Lokalbahnhof und Offenbach Lokalbahnhof. Der Bahnhof lag relativ weit entfernt von dem damaligen Dorf Oberrad, in auch heute noch landwirtschaftlich genutztem Gelände.
Als die Frankfurt-Bebraer Eisenbahn 1873 ihre Strecke von Hanau nach Frankfurt verlängerte, verlief ihre Trasse im Bereich von Offenbach und Frankfurt teilweise parallel zur Frankfurt-Offenbacher Lokalbahn und sie nutzte deren Bahnhof Frankfurt-Oberrad mit.
In der Folgezeit überwog der Verkehr auf der neuen Fernbahn den Lokalverkehr zwischen Frankfurt und Offenbach bei weitem. Aber erst 1955 wurde die Lokalbahn gänzlich aufgegeben. Ein Jahr später wurden deren Bauwerke komplett abgerissen – verschont blieb einzig das Empfangsgebäude, das noch für den Personenverkehr auf der Bahnstrecke Frankfurt–Göttingen genutzt wurde. Es ist so das einzige verbliebene bauliche Zeugnis dieser Eisenbahnverbindung zwischen Frankfurt und Offenbach und deshalb ein Kulturdenkmal nach dem Hessischen Denkmalschutzgesetz. Das Empfangsgebäude wurde 1862 errichtet und das Dach 1924 umgestaltet.
Wegen der abseitigen Lage des Bahnhofs zur Bebauung von Oberrad war das Verkehrsaufkommen des Bahnhofs minimal – von Oberrad aus war es bequemer, die Straßenbahn nach Offenbach oder in die Frankfurter Innenstadt zu nutzen. Deshalb wurden die Verkehrshalte dort eingestellt und der Bahnhof 1987 aufgegeben.
Nach Stilllegung des Bahnhofsbetriebes mietete der Verein der Frankfurter Schlaraffen zunächst den Bahnhof als Vereinsheim und erwarb Mitte der 1990er Jahre den Bahnhof, als die Bahn ihn zum Verkauf ausschrieb.

## Planungen
Beim Bau der S-Bahn-Strecke Frankfurt Schlachthof–Hanau, die im Bereich des Bahnhofs Frankfurt-Oberrad die ehemalige Trasse der Frankfurt-Offenbacher Lokalbahn nutzt, wurden die Gleise auf Höhe der ehemaligen Station so verlegt, dass eine Fläche für einen Mittelbahnsteig freigehalten wird. Konkrete Pläne für den Bau eines neuen Haltepunktes gibt es jedoch nicht.